# Björn Gustaf Oscar Floderus
Björn Gustaf Oscar Floderus (1867 - 1941) fue un médico, botánico sueco. Era hijo de Manfred Floderus.
Floderus se convirtió en doctor en medicina en 1898, Profesor Asociado de Cirugía en la Universidad de Upsala en 1897 y en la de Estocolmo en 1899; y, cirujano en la institución de atención Kronprinsesssan Lovisas para niños enfermos en el mismo año. La tesis de Floderus para el doctorado fue "Tratamiento para la hipertrofia prostática".
Floderus también estaba interesado en la botánica, fue uno de los primeros entre sus contemporáneos como conocedor del sauce y realizó extensas visitas de estudio, incluyendo a las zonas árticas, por sus estudios de sauce.

## Algunas publicaciones
- Bidrag till kämmedomen om Salix floran i Torne Lappmark, 1908

- Studien in der Biologie der Skelettgewebe mit besonderer Berücksichtigung der Pathogenese der Histoiden Gelenkgewebsgeschwülste (Estudios que implican la biología del tejido esquelético con particular referencia a la patogénesis de los tumores quísticos de articulaciones), 1915

- Om Grönland salices, 1923.[1]

- "On the Salix Flora of Kamtchatka", Almqvist & Wiksells, 1926.[2]

- "Salicaceae Fennoscandicae", Stockholm : P.A. Norstedt, 1931 (con Otto Rudolf Holmberg).[3]
- La abreviatura «Flod.» se emplea para indicar a Björn Gustaf Oscar Floderus como autoridad en la descripción y clasificación científica de los vegetales.[4]

## Enlaces enlaces
- Wikispecies tiene un artículo sobre Björn Gustaf Oscar Floderus.

- Datos: Q5733753
- Especies: Björn Gustaf Oscar Floderus